# Grusonia aggeria
Grusonia aggeria ist eine Pflanzenart in der Gattung Grusonia aus der Familie der Kakteengewächse (Cactaceae). Das Artepitheton aggeria leitet sich vom lateinischen Wort agger für ‚Haufen‘ sowie dem griechischen Suffix -ia für ‚gekennzeichnet durch‘ ab und verweist auf die Wuchsform der Art.

## Beschreibung
Grusonia aggeria wächst niedrigbleibend und bildet Gruppen von 3 bis 9 Zentimeter Höhe. Die kurz zylindrischen bis keulenförmigen Triebabschnitte sind 3,5 bis 9 Zentimeter lang und weisen Durchmesser von 1,5 bis 3 Zentimeter auf. Die Areolen sind mit gelben Glochiden besetzt, die bis zu 5 Millimeter lang sind. Die 5 bis 15 Dornen befinden sich meist nur an den Areolen in der Nähe der Triebspitzen und sind 3 bis 5 Zentimeter lang. Manchmal ist nur ein einzelner Dorn vorhanden. Die bis zu fünf oberen Dornen sind rötlich braun bis grau, aufsteigend bis spreizend, drehrund und an ihrer Basis zwiebelförmig verdickt. Die kalkig weißen unteren Dornen sind abwärts gebogen, abgeflacht und verdreht oder gebogen.
Die hellgelben Blüten erreichen Längen von bis zu 2,5 Zentimeter. Die zylindrischen bis ellipsoiden Früchte sind trocken und mit  Glochiden besetzt. Sie sind 2 bis 2,5 Zentimeter oder mehr lang.

## Verbreitung, Systematik und Gefährdung
Grusonia aggeria ist in den Vereinigten Staaten vom Südosten Texas bis nach Zentral-Coahuila in Mexiko in der Vegetation der Chihuahua-Wüste in Höhenlagen von 549 bis 1067 Metern verbreitet.
Die Erstbeschreibung als Opuntia aggeria erfolgte 1990 von Barbara E. Ralston und Richard A. Hilsenbeck. Edward Frederick Anderson stellte die Art 1999 in die Gattung Grusonia. Ein weiteres nomenklatorisches Synonym ist Corynopuntia aggeria (Ralston & Hilsenb.) M.P.Griff. (2003).
In der Roten Liste gefährdeter Arten der IUCN wird die Art als „Least Concern (LC)“, d. h. als nicht gefährdet geführt.

## Nachweise